# Ischyropsalis archeri
Ischyropsalis archeri is een hooiwagen uit de familie Ischyropsalididae.